# Electra et Elise Avellán
Electra et Elise Avellán sont des actrices vénézuéliennes nées le 12 août 1986 à Caracas au Venezuela .

## Biographies
Electra Amelia Avellán et Elise Isabel Avellán sont des jumelles monozygotes.
Connues surtout pour leurs rôles des baby-sitters dans le film Grindhouse de 2007 et des infirmières Mona et Lisa dans Machete de 2010, elles ont repris ces rôles dans Machete Kills de 2013, la suite de Machete. 
Elles sont nées à Caracas, au Venezuela. 
Leur père est le frère de la productrice Elizabeth Avellan, qui était mariée au réalisateur Robert Rodriguez, et leur mère est mannequin et actrice.

## Filmographie commune
| Année | Film                                 | Rôle                     | Notes                       |
| ----- | ------------------------------------ | ------------------------ | --------------------------- |
| 2007  | Grindhouse                           | Les babysitters jumelles | Partie Boulevard de la mort |
| 2007  | Grindhouse                           | Les babysitters jumelles | Partie Planète Terreur      |
| 2008  | The Horrorhound                      | Elles-mêmes              |                             |
| 2009  | The Black Waters of Echo's Pond (en) | Renne et Erica           |                             |
| 2010  | Machete                              | Infirmières Mona et Lisa |                             |
| 2013  | Machete Kills                        | Infirmières Mona et Lisa |                             |
| 2015  | Space Awards                         | Animatrices              | (avec Danny Trejo)          |

## Filmographie d'Electra Avellán
| Année | Film                               | Rôle       | Notes                  |
| ----- | ---------------------------------- | ---------- | ---------------------- |
| 2009  | Life Blood                         | Lizzy      |                        |
| 2010  | Now Here                           | Rena López |                        |
| 2011  | Not Another Not Another Movie (en) |            | Assistante productrice |
| 2012  | Sushi Girl                         |            | Co-productrice         |
| 2012  | Amelia's 25th                      | Amelia     |                        |
| 2012  | Stripped                           | Candice    |                        |
| 2012  | Winged Terror                      | Sonya      |                        |
| 2013  | Counterpunch                       |            | Co-productrice         |
| 2013  | Flying Monkeys                     | Sonya      |                        |
| 2014  | Hidden in the Woods (en)           | Anny       | Téléfilm               |
| 2014  | The Final Breath                   |            |                        |
| 2020  | Son of Monarchs                    | Lucía      |                        |